# Sokkia
Sokkia Topcon Co., Ltd. или просто Sokkia (яп. ソキア; рус. Соккиа) — японский производитель геодезического оборудования. Прежнее название Sokkisha. В 2008 году Sokkia прошла процедуру поглощения корпорацией Topcon, при этом сохранив свою собственную торговую марку. Входит в число наиболее узнаваемых торговых марок на рынке электронных тахеометров вместе с торговыми марками Topcon, Leica и Trimble.

## История развития
Sokkia в экспозиции Национального музея природы и науки в Токио.
Sokkia была основана в 1920 году под названием Sokkisha. Она была организована как производственное объединение, состоящие из инженеров, ранее работавших с фирмой «Tamaya», известной производством секстантов и звёздных глобусов.
В год основания Sokkisha начала выпуск своей первой продукции — двенадцатидюймовых оптических нивелиров. В 1929 году приступила к серийному производству теодолитов. В 1931 году была построена фабрика по производству линз. К концу 1920-х годов Sokkisha наладила производство магнетометров, основным покупателем которых стали ВМС Японии.
Во время Второй мировой войны научно-производственный потенциал Sokkisha был задействован на нужды японской армии. После окончания войны, компания вернулась к производству геодезического оборудования, предназначенного для гражданских целей.
Успехи компании в первые послевоенные десятилетия связаны с именем инженера Иецунэ Цубокава, в дальнейшем он был президентом Геодезического общества Японии (1973—1983) и директором астрономической обсерватории в Мидзусаве (1976—1986). В конце 1940-х начале 1950-х под руководством Цубокавы был разработан магнетометр «GSI», имевший большое значение для сейсмологических исследований в Японии. В 1952 году был налажен выпуск, разработанных под руководством Цубокавы, нивелиров серии «AL1», оснащенных компенсатором.
В послевоенные годы Sokkisha стала сотрудничать с американской компанией «A. Lietz Co.», основанной Адольфом Литцем, иммигрировавшим из Любека в Сан-Франциско в 1879 году. Компания Литца занималась производством геодезических приборов с 1880-х годов до 1947 года, после чего отказалась от разработок собственной продукции и стала заниматься дистрибуцией геодезических приборов других производителей. «A. Lietz Co.» стала эксклюзивным поставщиком оборудования Sokkisha на американском рынке со штаб-квартирой, расположенной на Среднем Западе. В 1980-х «A. Lietz Co.» открыла дилерские представительства Sokkisha в Австралии и Европе, и затем была полностью поглощена компанией Sokkisha.
В 1950–1960-х гг. налаживается выпуск автоматических нивелиров AL2 и десятисекундных теодолитов ТМ10, создается автоматический нивелир серии «В» В2, компенсатор которого имеет магнитный демпфер.
В 1960-х Sokkisha приступила к производству фотограмметрического оборудования и разработке лазерных дальномеров. В 1964 году была разработана запатентованная технология лазерного измерения расстояний «ERI», а в 1979 году ей на смену пришла технология «RED». В последующем на базе «RED» были разработаны технологии «RED-mini» и «RED-tech». «RED-mini» получила свое применение, в том числе, и в портативных лазерных рулетках выпускаемых Sokkia с 1998 года. «RED-tech» использовалась в электронных тахеометрах, выпускаемых с 2002 года.
В 1964 году был начат выпуск нивелиров серии «B2» в котором был использован магнитный демпфер, разработанный Тадаси Иидзука, руководителем технологического отдела Sokkisha. В 1977 году общий объём производства нивелиров серии «В2» превысил 100 тыс. экземпляров.
В 1971—1972 годах Sokkisha приступила к разработке продукции нового типа «SDM 3» и «SDT 1» — на зрительную трубу теодолита был установлен лазерный дальномер. Появляется новое семейство оборудования: электронный дальномер SDM3, лазерный теодолит LTS20, электронный теодолит DT0306 и односекундный оптический теодолит TM1A.
В 1977 году фирма представила «EDT 10» — свой первый электронный теодолит с микропроцессором, берущий отчёты с алидады и лимба в автоматическом режиме. 
В 1980 г. начат выпуск первой модели новой серии дальномеров RED1A. Конструкция дальномера оказалась весьма удачной. Различные модели серии RED производились почти двадцать лет. Последний представитель этого семейства REDmini3 выпускался вплоть до 2000 г.
В 1981 году Sokkisha начала сотрудничество с компанией Carl Zeiss West, с частью Carl Zeiss осуществлявшей свою деятельность после 1945 года как западно-германская компания и располагавшейся в Оберкохене. В этом сотрудничестве Sokkisha начала выпуск на своём производстве продукции основанной на технологиях Carl Zeiss West — электронных тахеометров «ELTA4» и «ELTA2» в 1983 году и нивелиров серии «NI 2» в 1984 году.
В 1982 г. была создана модель комбинированного тахеометра SDM3E. На трубу электронного теодолита был установлен дальномер. Управление приборами осуществлялось с клавиатуры теодолита.
В 1983 году был представлен первый электронный тахеометр Sokkisha «SET 10», основывающийся на технологиях применённых в «EDT 10», «SDM 3» и «SDT 1», а также оснащённый экранной панелью и клавиатурой.
В 1985 году Sokkisha открыло производство в Ацуги, Канагава. Начинается выпуск полноценного тахеометра SET3.
В 1989 г. выходит серия интеллектуальных тахеометров SET2C, SET3C, SET4C.
В 1990 году, отметив 70-летний юбилей, компания сменила своё название на Sokkia.
В 1980—1990-х Sokkia занимается разработкой новых поколений электронных тахеометров серии «SET», последние версии этой серии были впервые представлены на рынке в начале 2000-х. В 1980-х начинается разработка полевых контроллеров и внедрение формата данных «SDR» для передачи цифровой информации из прибора и её последующей компьютерной обработки.
В начале 1990-х Sokkia приступила к выпуску ГНСС приёмников. 
В 1998 году Sokkia представила свой электронный нивелир «SDL 30», работающий на принципах считывания информации со штрихового кода, нанесённого на нивелирную рейку из фибергласа. Данная технология получила именование «RAB-code».
В 1999 году начала сотрудничество с канадской фирмой «NovAtel» из Калгари, в этом партнерстве была создана совместная дочерняя компания «Point, Inc.» со штаб-квартирой в Канзасе.
В 2005 году был выпущен электронный нивелир «SDL 50».
В 2006 году Sokkia представила свой первый роботизированный тахеометр «SRX», управление которым осуществляется сервоприводами через полевой контролер по беспроводной технологии Bluetooth. В дальнейшем роботизированные системы были применены Sokkia в сканирующих системах «MONMOS» на базе серии тахеометров «NET», используемых для автоматического мониторинга деформации мостов и туннелей.

## Объединение с Topcon
В 1943 году Sokkisha стала акционерным обществом. В 1963 году акции Sokkisha были размещены на Токийской фондовой бирже во второй секции, а с 1989 года торговались в первой секции (тикер 7720). В 2008 году 94 % акций Sokkia приобрела корпорация Topcon, являющаяся также японским производителем геодезического оборудования, после чего на бирже был проведён делистинг акций Sokkia. На момент сделки финансовое положение Sokkia было стабильным, её доля на мировом рынке геодезического оборудования составляла 9 %, в то время как доля Topcon 22 %, при этом Topcon был широко представлен на рынке офтальмологического оборудования. В пресс-релизах обеих компаний было сказано, что основной причиной объединения является желание противостоять усиливающейся конкуренции со стороны производителей из Европы, США и Китая. Так же было отмечено, что в результате сделки будут объединены технологические возможности двух компаний и создана единая дилерская сеть.
После объединения Sokkia, сменив официальное название на Sokkia Topcon Co. Ltd., стала структурным подразделением Topcon. Сохранив свой бренд, Sokkia продолжила выпуск всей линейки своей продукции. Штаб-квартира была перенесена из города Ацуги, префектура Каганава в Токио район Итабаси, там же расположена штаб-квартира Topcon Coorparation. Координация деятельности на территории России и стран СНГ, осуществляется через головной европейский офис, расположенный в Нидерландах.

## Основание и первые годы
Сэйдзо Нисикава (1882—1974) окончил аграрный факультет Токийского университета, позже занимался исследовательской деятельностью на японском Тайване на факультете лесного хозяйства Императорского университета. В 1909 году женился, спустя несколько лет вернулся в Японию из-за восприимчивости жены к эндемическим заболеваниям. В 1914 году Сэйдзо Нисикава присоединился к фирме «Tamaya», занимавшейся производством геодезических приборов с 1909 года. В 1920 году, в результате коллективного трудового спора, Нисикава со стартовым капиталом в 1700 йен и с единомышленниками тринадцатью инженерами «Tamaya» основал Sokkisha, предприятие которое должно было функционировать на принципах профсоюза.
Жена Сэйдзо Нисикава Мацуко Камикава (1885—1936), в замужестве Нисикава, была общественным деятелем, политиком левого толка и активисткой за права женщин. Она окончила Женский университет Японии, где изучала иностранные языки, в частности английский и русский. Мацуко Камикава была специалистом по русской литературе, известна переводами Ивана Бунина и Льва Толстого. Она также имела отношение к управлению предприятием, так в 1925 году, по её инициативе, под впечатлением от экспериментов Роберта Оуэна, производство было перенесено из района Сибуя в деревню Мисуку, ныне район Сэтагая. В деревне Мисуку за счёт прибыли предприятия для сотрудников строились дома, сами сотрудники и их семьи жили на принципах приближённым к трудовой коммуне. В 1935 году Мацуко Нисикава опубликовала книгу, где были описаны принципы функционирования предприятия в эти годы.
В 1943 году Sokkisha стала акционерным обществом, и в дальнейшем осуществляла свою деятельность по капиталистической модели.

## Название
Оригинальное японское название в 1920 году состояло из трёх иероглифов кандзи 測機舎 : 測 — Со — «измерение»; 機 — Ки — «машина»; 舎 — Ша — «дом». Примерный перевод измерительное машиностроение. Международное название было записано на ромадзи как Sokkisha.
В 1990 году название было изменено. Иероглифы кандзи были заменены иероглифами катакана ソキア: ソ — Со; キ — Ки; ア — А; которые являются аббревиатурой старого названия. Соответственно на ромадзи Sokkia и SOKKIA, варианты написания заглавными и строчными буквами одинаково распространены. В России используется написание латиницей с примерным произношением как Сокиа или Соккиа.

## Продукция
В настоящее время под торговой маркой Sokkia на рынке геодезического оборудования продаются:
- электронные тахеометры
- ГНСС оборудование
- оптические нивелиры
- электронные нивелиры
- сопутствующее программное обеспечение
- аксессуары (отражательные призмы, вехи, штативы)